# Цоколь Андрій Якимович
Андрій Якимович Цоколь (1907, село Мироцьке Київської губернії, тепер Києво-Святошинського району Київської області — ?) — український радянський діяч, голова правління Української ради промислової кооперації, начальник Головного управління місцевої промисловості і побутового обслуговування населення при Раді Міністрів УРСР. Кандидат у члени ЦК КПУ в лютому 1960 — вересні 1961 року. Депутат Верховної Ради УРСР 5-го скликання.

## Життєпис
Народився 25 червня (або 1 вересня) 1907 року в селянській родині. У 1923—1926 роках — робітник винокурного заводу на Київщині. У 1926 році поступив до Київської радянсько-партійної школи, після закінчення якої знову повернувся на свій завод, де працював апаратником.
Член ВКП(б) з 1929 року.
З листопада 1929 року служив у Червоній армії.
У 1931—1936 роках — студент Київського інституту промислової кооперації.
У 1936—1941 роках — начальник паливного управління, член президії Української ради промислової кооперації.
Під час німецько-радянської війни служив у 10-му запасному зенітному кулеметному батальйоні Південно-Західного фронту, перебував у евакуації в східних районах СРСР.
Після демобілізації з квітня 1944 по грудень 1950 року працював заступником голови правління Української ради промислової кооперації (Укооппромради).
Одночасно, у 1944—1946 роках — головний представник уряду Української РСР із евакуації польських громадян із території Української РСР. Один із головних виконавців депортації поляків із території України.
З грудня 1950 по серпень 1951 року — голова правління Української ради промислової кооперації (Укрпромради).
З 1951 по травень 1953 року — заступник голови Української ради промислової кооперації. З червня 1953 по 1957 рік — заступник голови і член правління Української ради промислової кооперації (Укрпромради).
З травня 1957 року — в.о. голови правління, із березня 1958 до жовтня 1960 року — голова правління Української ради промислової кооперації (Укрпромради/Укооппромради).
З жовтня (затв. у листопаді) 1960 до лютого 1963 року — начальник Головного управління місцевої промисловості і побутового обслуговування населення при Раді міністрів Української РСР. З лютого 1963 до березня 1964 року — начальник Головного управління побутового обслуговування населення при Раді міністрів Української РСР.
У березні 1964 — листопаді 1965 року — заступник голови планової комісії Південно-Західного економічного району Української РСР.
У листопаді 1965 — після 1973 року — заступник міністра місцевої промисловості Української РСР.
Подальша доля невідома.

## Звання
- старший лейтенант запасу

## Нагороди
- орден Трудового Червоного Прапора
- медаль «За перемогу над Німеччиною у Великій Вітчизняній війні 1941—1945 рр.»
- медалі
- заслужений працівник промисловості Української РСР (18.05.1973)